# Azriel
Azriel ben Menahem, conosciuto anche come Azriel di Gerona (in ebraico עזריאל בן מנחם‎?; Gerona, 1160 – 1238), è stato un filosofo, mistico e talmudista spagnolo ebreo, uno dei più importanti teorici della Cabala speculativa.
Il suo insegnamento si distingue da quello degli altri mistici ebrei per alcune peculiarità, tra le quali il metodo d'indagine razionalista, che era tipico della filosofia ebraica medievale, ma appare spiccato ed inusuale nella speculazione teologica di Azriel; in particolare egli rifiutava la teoria di una creatio ex nihilo, e concepiva il modo di essere di Dio attraverso la teologia negativa.

## Biografia
Azriel nacque nella città catalana di Gerona (nord di Barcellona), durante il XIII secolo, e fu l'insegnante del grande cabalista Nachmanide. Fu inoltre il rinomato allievo del mistico Isacco il Cieco. I suoi scritti trattano soprattutto materie riguardanti le Sefirot in rapporto con l'essenza divina (cfr. En Sof), e includevano le sue interpretazioni mistiche delle 613 mitzvòt, della liturgia ebraica e dell'Haggadah. Riprese l'opera filosofica di Avicebron per integrarla nella dottrina delle dieci Sefirot.
Mentre il suo insegnante Isacco il Cieco considerava il pensiero divino come prima qualità soprannaturale che emanasse dall'En Sof, Azriel asseriva che la volontà divina fosse la prima emanazione. Era quindi, secondo Azriel, l'atto della volontà piuttosto che l'atto dell'intelletto la prima manifestazione dell'essere eterno di Dio.